# カンタベリー大主教の一覧
カンタベリー大主教の一覧（カンタベリーだいしゅきょうのいちらん）では、歴代のカンタベリー大主教、ならびにカンタベリー大司教の一覧を提示する。
16世紀にイングランド国王 ヘンリー8世がローマ教皇と袂を分かつことによって、ローマ・カトリック教会の影響下にあったイングランド教会は、イングランド国教会として独立する。この歴史的な事件を挟んで、Archbishop of Canterburyと呼ばれている地位の政治的な意味合いが一変する。イングランド教会とイングランド国教会、どちらとも英語ではChurch of Englandであるが、その最高位聖職者という意味においてである。まだいずれも、その大司教座（大主教座）は、カンタベリー大聖堂にある。
1. カンタベリー大司教とは、カトリック時代に教皇によって任命されたイングランドにおける教会組織の長のことである[注 1]。
2. カンタベリー大主教とは、イングランド国教会とその世界的組織である聖公会の最高位聖職者を指す。

## カンタベリー大司教（カトリック）
| 在位期間                              | 大司教名                                                                  | 付記・それまでの経歴                                                                    |
| ------------------------------------- | ------------------------------------------------------------------------- | --------------------------------------------------------------------------------------- |
| 597年 - 604年5月26日*注1もしくは605年 | アウグスティヌス                                                          | *注1:通説。聖アンドレアス修道院長。在位中死亡。聖人。                                   |
| 605年 - 619年2月3日                   | ラウレンティウス                                                          | 在位中死亡。聖人。                                                                      |
| 619年 - 624年4月24日                  | メリトゥス (Miletus)                                                      | ロンドン司教から転任。聖人。聖メリトゥス。                                              |
| 624年 - 627年11月10日                 | ユストゥス                                                                | ロチェスター司教から転任。在位中死亡。聖人。聖ユストゥス。                              |
| 627年 - 653年9月30日                  | ホノラトゥス （ホノリウス）                                               | 在位中死亡。聖人。                                                                      |
| 655年 - 664年7月14日                  | デウスデディトゥス （アデオダトゥス）                                     | 初のサクソン人大司教。在位中病死。聖人。                                                |
| 664年                                 | ウィガード                                                                | ウィタリアヌスによって指名。聖別前にペストで死亡。                                      |
| 664年                                 | アドリアヌス                                                              | ウィタリアヌスによって指名されたが、辞退した。                                          |
| 664年 - 668年                         | 空位                                                                      |                                                                                         |
| 668年 - 690年9月19日                  | タルソスのテオドルス                                                      | 聖人。                                                                                  |
| 693年 - 731年                         | ベルトヴァルト (Brihtwald)                                                | レカルバー修道院長。聖人。                                                              |
| 731年 - 734年                         | Tatwin (Tatwine)                                                          | カンタベリー大司教にして全イングランドの首席司教。聖人。                                |
| 735年 - 740年                         | ノートヘルム (Nothelmus)                                                  | 聖人。                                                                                  |
| 741年 - 758年                         | カスバート                                                                | ヘレフォード司教から転任。聖人。                                                        |
| 759年 - 764年                         | ブレグウィン                                                              | 聖人。                                                                                  |
| 766年 - 791年8月11日もしくは12日      | イェンバート (Lambert; Genegberht; Jambert; Janbriht; Janibert; Lanbriht) | 聖オーガスティン修道院長。聖人。                                                        |
| 793年 - 805年5月12日                  | Æthelhard (Ethelhard)                                                     | ウィンチェスター司教から転任。聖人。                                                    |
| 805年 - 832年                         | ウルフレッド                                                              | カンタベリーの修道士                                                                    |
| 832年 - 832年                         | Syred                                                                     | すべてを相続する前に死去。                                                              |
| 832年 - 832年                         | Feologild (Theolgild)                                                     | カンタベリー大修道院長                                                                  |
| 833年 - 870年                         | Ceolnoth                                                                  | カンタベリー首席司祭                                                                    |
| 870年 - 889年                         | Æthelred                                                                  | ウィンチェスター司教から転任。                                                          |
| 890年 - 914年                         | Plegmund                                                                  | アルフレッド大王の書記官                                                                |
| 914年 - 923年                         | Athelm (Adelmus)                                                          | ウェルス司教から転任。                                                                  |
| 923年 - 941年                         | Wulfhelm (Wolfhelmus)                                                     | ウェルス司教から転任。                                                                  |
| 942年 - 958年                         | Odo (Odo Severus; Oda the Severe)                                         | ウィンチェスター司教から転任。聖人。                                                    |
| 959年 - 959年                         | Alfsige (Alfsin)                                                          |                                                                                         |
| 960年 - 988年                         | ドゥンスタン                                                              | ロンドン司教から転任。                                                                  |
| 988年 - 989年                         | Athelgar (Ethelgarus)                                                     | セルジー司教から転任。                                                                  |
| 990年 - 994年                         | Sigeric (Sigeric the Serious)                                             | ウィンチェスター司教から転任。                                                          |
| 995年 - 1005年                        | Ælfric (Elfric; Aluricius)                                                | ウィンチェスター司教から転任。                                                          |
| 1006年 - 1012年4月19日                | Alphege (Ælfheah; Elphege)                                                | ウィンチェスター司教から転任。聖人。                                                    |
| 1013年 - 1020年6月12日                | Lyfing (Leovingus; Livingus; Elstan)                                      | ウェルス司教から転任。                                                                  |
| 1020年 - 1038年10月29日               | Æthelnoth (Æthelnotus; Ethelnoth; Egelnodus; Ednodus)                     | カンタベリー首席司祭                                                                    |
| 1038年 - 1050年                       | Edsige (Eadsige; Eadsimus; Eadsin)                                        | 聖人。エドワード懺悔王に戴冠した。                                                      |
| 1051年 - 1052年                       | Robert of Jumieges (Robert Gemeticensis)                                  | イングランドから逃亡し、廃位された。                                                    |
| 1052年 - 1070年                       | スティガンド                                                              | ウィンチェスター司教。シモニアにより両司教位を剥奪された。                              |
| 1070年 - 1089年                       | ランフランクス                                                            | ノルマンディー公領カーンの修道院長。在位中死亡。聖人。                                  |
| 1089年 - 1093年                       | 空位                                                                      | 叙任権闘争のため。                                                                      |
| 1093年 - 1109年4月21日                | アンセルムス                                                              | ル・ベック修道院長。在位中死亡。聖人。                                                  |
| 1109年 - 1114年                       | 空位                                                                      |                                                                                         |
| 1114年 - 1122年                       | Ralph (Ralph d'Escures; Rodolphus; Ralph de Turbine)                      | ロチェスター司教から転任。在位中死亡。                                                  |
| 1123年 - 1136年                       | William de Corbeil (William Corbois; William Corbyl)                      | 聖オシス修道院長。在位中死亡。                                                          |
| 1136年 - 1139年                       | 空位                                                                      |                                                                                         |
| 1139年 - 1161年4月18日                | シオボルド・オブ・ベック                                                  | ベック修道院長。在位中死亡。                                                            |
| 1161年 - 1162年                       | 空位                                                                      |                                                                                         |
| 1162年 - 1170年                       | トマス・ベケット                                                          | カンタベリー助祭長。ビバリー大聖堂首席司祭。大法官。暗殺。聖人。                        |
| 1174年 - 1184年                       | Richard (Richard of Dover)                                                | ドーバー修道院長。在位中死亡。                                                          |
| 1185年 - 1190年                       | Baldwin (Baldwin of Exeter)                                               | ウスター司教から転任。十字軍に従軍中死去。                                              |
| 1191年 - 1191年                       | Reginald Fitz Jocelin                                                     | ウェルス司教から転任。在位中死亡。                                                      |
| 1191年 - 1193年                       | 空位                                                                      |                                                                                         |
| 1193年 - 1205年7月13日                | ヒューバート・ウォルター                                                  | ソールズベリー司教から転任。大法官。在位中死亡。                                        |
| 1205年 - 1206年                       | レジナルド                                                                | 副院長。修道士によって選ばれたが、教皇インノケンティウス3世に退けられた。               |
| 1206年 - 1207年                       | ジョン・グレイ (John de Grey)                                             | ノリッジ司教。修道士によって選ばれたが、教皇インノケンティウス3世に退けられた。         |
| 1207年 - 1228年7月9日                 | 枢機卿ステファン・ラントン                                                | 在位中死亡。                                                                            |
| 1229年 - 1231年                       | Walter d'Eynsham (Walter de Hempsham)                                     | 選出されたものの、ヘンリー3世および教皇グレゴリウス9世により退けられた。                |
| 1229年                                | Richard le Grant                                                          |                                                                                         |
| 1231年                                | Ralph Neville                                                             |                                                                                         |
| 1232年                                | John of Sittingbourne                                                     |                                                                                         |
| 1232年                                | John Blund                                                                |                                                                                         |
| 1233年 - 1240年11月16日               | Edmund Rich                                                               | ソールズベリーの聖職者。在任中死亡。聖人となった最後のカンタベリー大司教。              |
| 1240年 - 1270年7月14日                | ボニファス (Boniface of Savoy)                                            | 在位中死亡。                                                                            |
| 1270年 - 1270年                       | William Chillenden (Adam of Chillenden)                                   | 選出されたものの、教皇により退けられた。                                                |
| 1273年 - 1278年                       | Robert Kilwardby                                                          | 枢機卿となり、退位。                                                                    |
| 1278年 - 1278年                       | Robert Burnel                                                             | バースおよびウェルズ司教から転任。選出されたものの、教皇ニコラウス3世により退けられた。 |
| 1279年 - 1292年                       | John Peckham (John Pecham)                                                | リヨンの司祭。フランシスコ会のイングランド管区長。在位中死亡。                          |
| 1294年 - 1313年                       | Robert Winchelsey                                                         | エセックスの助祭長。オックスフォード大学総長。在位中死亡。                              |
| 1313年 - 1313年                       | Thomas Cobham                                                             | ヨークの音楽主任司祭。選出されたものの、教皇クレメンス5世に承認されなかった。           |
| 1313年 - 1327年                       | Walter Reynolds                                                           | ウスター司教から転任。大法官、財務相。在位中死亡。                                      |
| 1328年 - 1333年                       | Simon Mepeham (Simon Meopham)                                             | チチェスターの聖職者。在位中死亡。                                                      |
| 1333年 - 1348年                       | John de Stratford                                                         | ウィンチェスター司教から転任。大法官。在位中死亡。                                      |
| 1348年 - 1349年                       | John de Ufford                                                            | リンカーン主席司祭。大法官。聖別式前に死去。                                            |
| 1349年 - 1349年8月26日                | Thomas Bradwardine                                                        | 在位中死亡。                                                                            |
| 1349年 - 1366年                       | Simon Islip                                                               | セント・ポール大聖堂の聖職者。王の秘書官にして玉璽の保持者。在位中死亡。                |
| 1366年 - 1366年                       | William Edington (William Edendon)                                        | ウィンチェスター司教から転任。選出されたものの、管区から拒否された。                    |
| 1366年 - 1368年                       | Simon Langham                                                             | イーリー司教から転任。枢機卿となり、退位。                                              |
| 1368年 - 1374年                       | William Whittlesey (William Wittlesey)                                    | ウスター司教から転任。在位中死亡。                                                      |
| 1375年 - 1381年6月14日                | Simon Sudbury (Simon de Sudbury; Simon Tibold; Simon Theobold)            | ロンドン司教から転任。大法官。ワット・タイラーの乱の時に殺害された。                    |
| 1381年 - 1396年7月31日                | William Courtenay                                                         | ロンドン司教から転任。在位中死亡。                                                      |
| 1396年 - 1397年                       | トマス・アランデル                                                        | ヨーク大司教。大法官。リチャード2世によって反逆罪に処され、追放。                       |
| 1398年 - 1399年                       | ロジャー・ウォールデン                                                    |                                                                                         |
| 1399年 - 1414年                       | トマス・アランデル                                                        | ヘンリー4世によって復位。在位中死亡。                                                   |
| 1414年 - 1443年4月12日                | ヘンリー・チチェリー                                                      | セント・デイヴィッズ司教から転任。在位中死亡。                                          |
| 1443年 - 1452年5月25日                | ジョン・スタッフォード                                                    | バースとウェルズの司教。枢機卿。大法官。大蔵卿。在位中死亡。                            |
| 1452年 - 1454年                       | ジョン・ケンプ                                                            | ヨーク大司教。枢機卿。大法官。在位中死亡。                                              |
| 1454年 - 1486年5月30日                | トマス・バウチャー                                                        | イーリー司教。枢機卿。大法官。在位中死亡。                                              |
| 1486年 - 1500年9月15日                | ジョン・モートン                                                          | イーリー司教。枢機卿。大法官。在位中死亡。                                              |
| 1501年1月 - 1501年1月27日             | トマス・ラングストン                                                      | ウィンチェスター司教。指名後五日後に死亡。                                              |
| 1501年 - 1503年2月15日                | ヘンリー・ディーン                                                        | ソールズベリー司教。在位中死亡。                                                        |
| 1503年 - 1532年8月22日                | ウィリアム・ウォラム                                                      | ロンドン司教。大法官。1531年にカトリック教会との分裂を受け入れた。                      |
| 1533年 - 1556年3月21日                | トマス・クランマー                                                        | トーントンの助祭長。1547年からプロテスタントを公言。メアリー1世により焚刑死。           |
| 1556年 - 1558年11月17日               | レジナルド・ポール                                                        | 枢機卿。最後のカトリックのカンタベリー大司教。在位中老衰死。                            |

## カンタベリー大主教（イングランド国教会・聖公会）
| 在位期間                        | 大主教名                         | 付記・それまでの経歴                                                                                     |
| ------------------------------- | -------------------------------- | --- |
| 1559年 - 1575年5月17日          | マシュー・パーカー               | リンカーン大聖堂の首席司祭。在位中に死亡。                                                               |
| 1575年 - 1583年7月6日           | エドマンド・グリンダル           | ヨーク大主教。在位中死亡。                                                                               |
| 1583年 - 1604年2月28日          | ジョン・ホイットギフト           | ウスター主教。在位中死亡。                                                                               |
| 1604年10月9日 - 1610年          | リチャード・バンクロフト         | ロンドン主教。在位中死亡。                                                                               |
| 1611年3月4日 - 1633年8月5日     | ジョージ・アボット               | ロンドン主教。在位中死亡。                                                                               |
| 1633年 - 1645年1月10日          | ウィリアム・ロード               | ロンドン主教。在位中、私権剥奪法により処刑。                                                             |
| 1645年 - 1660年                 | 空位                             | |
| 1660年9月3日 - 1663年6月4日     | ウィリアム・ジャクソン           | ロンドン主教。在位中死亡。                                                                               |
| 1663年7月14日 - 1667年          | ギルバート・シェルダン           | ロンドン主教。                                                                                           |
| 1678年1月27日 - 1691年          | ウィリアム・サンクロフト         | セント・ポール大聖堂の首席司祭。ウィリアム3世とメアリー2世に忠誠の誓いを行わなかったため位を剥奪された。 |
| 1691年4月23日 - 1694年11月22日  | ジョン・ティロットソン           | セント・ポール大聖堂の首席司祭。在位中死亡。                                                             |
| 1694年 - 1715年12月14日         | トマス・テニソン                 | リンカーン主教。在位中死亡。                                                                             |
| 1716年 - 1737年1月24日          | ウィリアム・ウェーク             | リンカーン主教。在位中死亡。                                                                             |
| 1737年 - 1747年10月10日         | ジョン・ポッター                 | オックスフォード主教。在位中死亡。                                                                       |
| 1747年 - 1757年                 | トマス・ヘリング                 | ヨーク大主教。在位中死亡。                                                                               |
| 1757年 - 1758年                 | マシュー・ハットン               | ヨーク大主教。在位中死亡。                                                                               |
| 1758年 - 1768年                 | トマス・セッカー                 | オックスフォード主教。在位中死亡。                                                                       |
| 1768年 - 1783年                 | フレデリック・コーンウォリス     | リッチフィールド主教。男爵家の出身。チャールズ・コーンウォリスのおじ。在位中死亡。                       |
| 1783年 - 1805年1月18日          | ジョン・ムーア                   | バンガー主教。在位中死亡。                                                                               |
| 1805年2月2日 - 1828年           | チャールズ・マナーズサットン     | ノリッジ主教。在位中死亡。                                                                               |
| 1828年8月4日 - 1848年2月11日    | ウィリアム・ハウリー             | ロンドン主教。在位中死亡。                                                                               |
| 1848年2月22日 - 1862年9月6日    | ジョン・バード・サムナー         | チェスター主教。在位中死亡。                                                                             |
| 1862年10月20日 - 1868年10月27日 | チャールズ・トマス・ロングリー   | ヨーク大主教。在位中死亡。                                                                               |
| 1868年11月26日 - 1882年12月3日  | アーチボルド・キャンベル・テート | ロンドン主教。在位中死亡。                                                                               |
| 1883年1月18日 - 1896年          | エドワード・ホワイト・ベンソン   | トルロ主教。在位中死亡。                                                                                 |
| 1896年 - 1902年12月23日         | フレデリック・テンプル           | ロンドン主教。在位中死亡。                                                                               |
| 1903年 - 1928年                 | ランドル・デイヴィッドソン       | ロチェスター主教。カンタベリー大主教アーチボルド・キャンベル・テートの娘と結婚。大主教引退の先例となる。 |
| 1928年 - 1942年                 | コスモ・ゴードン・ラング         | ヨーク大主教。カンタベリー大主教引退。                                                                   |
| 1942年 - 1944年10月26日         | ウィリアム・テンプル             | フレデリック・テンプルの次男。ヨーク大主教。在位中死亡。                                                 |
| 1945年 - 1961年                 | ジェフリー・フィッシャー         | リンカーン主教                                                                                           |
| 1961年 - 1974年                 | マイケル・ラムゼー               | ヨーク大主教。大主教引退。                                                                               |
| 1974年 - 1980年                 | ドナルド・コガン                 | ヨーク大主教。大主教引退。                                                                               |
| 1980年 - 1991年                 | ロバート・ランシー               | 大主教引退。                                                                                             |
| 1991年 - 2002年                 | ジョージ・ケアリー               | バースとウェルズの主教。大主教引退。                                                                     |
| 2002年 - 2012年                 | ローワン・ウィリアムズ           | モンマス主教。12年12月末に大主教引退。                                                                   |
| 2013年 -                        | ジャスティン・ウェルビー         | ダラム主教。                                                                                             |